# ان‌جی‌سی ۷۰۷۷
ان‌جی‌سی ۷۰۷۷ (انگلیسی: NGC 7077) یک کهکشان کوتوله فشرده آبی عدسی شکل است که در فاصله حدود ۵۶ میلیون سال نوری از زمین در صورت فلکی دلو قرار دارد. این کهکشان در ۱۱ اوت ۱۸۶۳ توسط ستاره‌شناس آلبرت مارت کشف شد.